# 安利国
安利国（1958年11月1日—），山东利津人，中国生物学家，山东师范大学教授，民盟山东省委副主委。

## 生平
1992年12月加入民盟。1985年毕业于山东师范大学生物系。1998年7月在山东大学获博士学位。
1985年7月开始在山东师范大学任教，历任助教、讲师、副教授、教授、生命科学院院长、教务处处长等职。是山东动物学会副理事长，山东细胞生物学学会副理事长。2007年5月当选民盟山东省委副主委。
主要从事鱼类免疫和生物活性物质的研究与开发工作。主编《细胞工程》《细胞生物学实验教程》《生物学》《发育生物学》等教材。

## 荣誉
- 全国模范教师（2004年）[3]
- 全国先进工作者（2005年）[4]